# Eirenis hakkariensis
Espèce
Eirenis hakkariensis est une espèce de serpents de la famille des Colubridae.

## Répartition
Cette espèce est endémique de Turquie.

## Étymologie
Son nom d'espèce, composé de hakkari et du suffixe latin -ensis, « qui vit dans, qui habite », lui a été donné en référence au lieu de sa découverte, la région d'Hakkari.

## Publication originale
- Schmidtler & Eiselt, 1991 : Zur Verbreitung und Systematik ostanatolischer Zwergnattern; mit Beschreibung von Eirenis hakkariensis n.sp. (Serpentes: Colubridae). Salamandra, vol. 27, n. 3, p. 215-227.